# Oliver Golding
Oliver Golding nacido el 29 de septiembre de 1993 (31 años) es un jugador británico de tenis.

## Carrera

### Junior
Su mayor logro ha sido conquistar el US Open en categoría juniors, lo hizo en el Abierto de Estados Unidos 2011. Para ganar el torneo tuvo que derrotar en la final al checo Jiří Veselý. El resultado de la final, tras dos parones por culpa de la lluvia, fue de 7-5, 3-6, 6-4. Un partido reñido para poner el broche de oro a un torneo nada fácil para Golding, que partía como cabeza de serie nº13. Golding tuvo que jugar ocho partidos en cuatro días, estuvo a punto de retirarse en primera ronda por culpa de un virus, y se encontraba en mitad de un proceso quirúrjico dental; justo antes de empezar el US Open, en Canadá, el británico no podía comer sólidos y tuvo que ir al hospital porque se le enganchó la lengua en la prótesis dental que lleva en el paladar.

## Títulos Juniors

### Individuales

#### Junior Grand Slams[2]
| Año  | Campeonato | Superficie | Rival       | Resultado     |
| ---- | ---------- | ---------- | ----------- | ------------- |
| 2011 | US Open    | Dura       | Jiří Veselý | 5-7, 6-3, 6-4 |

### Dobles

#### Juegos Olímpicos de la Juventud
| N.º | Fecha      | Campeonato                                  | Superficie | Compañero   | Rivales                        | Resultado |
| --- | ---------- | ------------------------------------------- | ---------- | ----------- | ------------------------------ | --------- |
| 1.  | 20.08.2010 | Juegos Olímpicos de la Juventud de Singapur | Dura       | Jiří Veselý | Victor Baluda Mikhail Biryukov | 6-3, 6-1  |

#### Dobles Junior Finales Grand Slam
| N.º | Fecha      | Campeonato | Superficie | Compañero   | Rivales                       | Resultado     |
| --- | ---------- | ---------- | ---------- | ----------- | ----------------------------- | ------------- |
| 1.  | 13.09.2010 | US Open    | Dura       | Jiří Veselý | Duilio Beretta Roberto Quiroz | 1-6, 5-7      |
| 2.  | 03.07.2011 | Wimbledon  | Hierba     | Jiří Veselý | George Morgan Mate Pavić      | 6-3, 4-6, 5-7 |